# 1999 en Nouvelle-Écosse
Chronologie de la Nouvelle-Écosse
- 1995
- 1996
- 1997
- 1998
- 1999
- 2000
- 2001
- 2002
- 2003

Cette page concerne des événements survenus en 1999 dans la province canadienne de Nouvelle-Écosse.

## Politique
- Premier ministre : Russell MacLellan puis John F. Hamm
- Chef de l'Opposition :
- Lieutenant-gouverneur : J. James Kinley
- Législature :